# Coupe des Pays-Bas de football 1980-1981
Navigation
Édition précédente Édition suivante
La Coupe des Pays-Bas de football 1980-1981, nommée la KNVB beker, est la 63e édition de la Coupe des Pays-Bas. La finale se joue le 28 mai 1981 au stade olympique d'Amsterdam.
Le club vainqueur de la coupe est qualifié pour la Coupe d'Europe des vainqueurs de coupe de football 1981-1982.

## Finale
L'AZ'67 gagne dans le stade de l'Ajax Amsterdam, et remporte son deuxième titre, la finale s'achève sur le score de 3 à 1.
Le club d'Alkmaar gagne cette saison son premier championnat et se qualifie pour la Coupe des clubs champions, Ajax qui termine vice-champion se qualifie pour la Coupe d'Europe des vainqueurs de coupe de football 1981-1982 en tant que finaliste perdant.